# Jukka Sauso
Jukka Sauso (* 20. Juni 1982 in Vaasa) ist ein ehemaliger finnischer Fußballspieler auf der Position eines Innenverteidigers.

## Laufbahn

### Vereinskarriere
Sauso spielte in der Jugend beim Vaasan PS. 2000 debütierte der Abwehrspieler für den Verein in der Veikkausliiga. Nach vier Spielzeiten wechselte er zu FC Hämeenlinna, ehe er sich dem schwedischen Klub Örgryte IS in der Allsvenskan anschloss. Mit dem Verein stieg er am Ende der Spielzeit 2006 in die Superettan ab, blieb aber dem Klub treu. Nach Ende der Spielzeit 2007 verließ er den Klub und kehrte nach Finnland zurück. In der Veikkausliiga trat er ab 2008 schließlich für HJK Helsinki an. Nach einer weiteren Saison in Finnland verließ er den Klub jedoch wieder in Richtung Schweden, wo er ab dem Spieljahr 2010 für die Jönköpings Södra IF zum Einsatz kam. Bereits ein Jahr später wurde er, nach 27 Ligaeinsätzen in den beiden Spielzeiten, als vereinslos erklärt. Nachdem er auch in der Folgezeit keinen Verein fand und er nach fünf Jahren noch immer keinen neuen Arbeitgeber vorweisen konnte, kann seine Karriere als Fußballspieler somit als beendet angesehen werden.

### Nationalmannschaftskarriere
Sauso debütierte am 12. März 2005 in der finnischen Nationalmannschaft beim 1:0-Erfolg über die Landesauswahl Kuwaits. Zuvor war er dreimal für die U-21-Auswahl des Landes aktiv gewesen und hatte mit dieser an der Junioren-Weltmeisterschaft 2001 teilgenommen. Des Weiteren kam er ab der U-16-Auswahl Finnlands in jeder weiteren Jugendauswahl seines Heimatlandes zum Einsatz.